# Johan Theophil Nathhorst

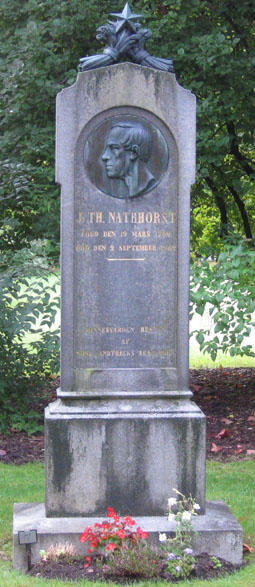
Johan Theophil Nathhorsts gravvård.

Johan (Janne) Theophil Nathorst, född 19 mars 1794 på Knutstorp i Flisby socken, Jönköpings län, död 2 september 1862 i Adolf Fredriks församling, Stockholm, var en svensk agronom. Han var far till Hjalmar Nathorst och morfar till Ernst Nathorst-Böös.

## Biografi
Nathhorst avlade kansliexamen i Uppsala, men övergav snart ämbetsmannabanan för att ägna sig åt sin egendom Näs i Adelövs socken, Jönköpings län, vilken han ärvt av sin far. Jämte ett intensivt jordbruk drev han också fårskötsel på schäferiet på Flyinge som han 1823 mottagit av kronprins Karl Johan. År 1824 gjorde han en studieresa till Sachsen och Preussen för att fördjupa sina kunskaper kring ullproduktion, och han besökte bland annat Albrecht Daniel Thaer på Möglin. 
År 1825 gav han ut Handbok i ullkännedom och fårskötsel som belönades med Patriotiska Sällskapets stora guldmedalj, och 1826 importerade han från Möglin ett antal merinofår dels för egen del och dels för statens räkning. Det sålunda bildade statsschäferiet blev kvar på Näs en tid, medan det tidigare Flyingeschäferiet flyttades till Mellingeholm i Roslagen. År 1831 grundade han, med understöd av staten, en fårherdeskola på Näs, men denna upphörde 1839. 
1832 utlyste Lantbruksakademien en tävling för att få fram "Förslag till läroanstalt i lantbruket", och Nathhorsts förslag belönades med akademiens mindre pris. År 1834 blev han ledamot av Vetenskapsakademien och 1841 valdes han till sekreterare i Lantbruksakademien, där han verkade med stor framgång fram till 1861, då han tog avsked. Åren 1841-1848 var han samtidigt föreståndare för Södermanlands läns lantbruksskola på Väderbrunn, vars skötsel sedan togs över av sonen Hjalmar.
Nathhorst gjorde flera värdefulla insatser för den tydliga utveckling inom lantbruksskötsel som skedde under 1840-talet och han var pådrivande i grundandet av flera viktiga institutioner för dess främjande. Särskilt intresserade han sig för jordbrukets nationalekonomiska aspekter samt nöt- och fåravel, och var som sekreterare i Stamholländeristyrelsen verksam i införskaffandet av utländska, särskilt engelska, rasdjur.
Han var redaktör för Lantbruksakademiens årsskrift Handlingar rörande lantbruket och dess binäringar, författade och gav ut ett flertal småskrifter riktade till allmänheten i lantbruks- och nationalekonomiska ämnen. För hans stora förtjänster för Sveriges jordbruk utnämnde Lantbruksakademien honom till hedersledamot 1862 och reste en vård på hans grav på Norra kyrkogården i Stockholm.